# Wander to Wonder
Wander to Wonder é um curta-metragem de animação de 2023, escrito e dirigido por Nina Gantz. Em 23 de janeiro de 2025, o filme foi indicado ao 97º Oscar na categoria melhor curta-metragem de animação.

## Enredo
Situado no mundo de um programa de TV infantil dos anos 80 chamado Wander to Wonder, Mary, Billybud e Fumbleton se encontram presos no estúdio após o falecimento do criador do programa. Sem ninguém para guiá-los e com a comida se tornando escassa, eles seguem em frente, criando episódios cada vez mais bizarros para manter o público entretido.

## Lançamento
Desde seu lançamento, o filme foi selecionado em vários festivais ao redor do mundo, incluindo:
| Ano  | Festivais                                                       | Prêmio/Categoria                            | Resultado |
| ---- | --------------------------------------------------------------- | ------------------------------------------- | --------- |
| 2023 | Festival de Cinema de Veneza                                    | Melhor curta-metragem internacional         | Indicado  |
| 2024 | Festival Anima de Bruxelas                                      | Melhor curta-metragem internacional         | Venceu    |
| 2024 | Festival de Cinema de Tampere                                   | Grande Prêmio de Competição Internacional   | Venceu    |
| 2024 | Novo Festival Internacional de Animação do Aeroporto de Chitose | Competição Internacional                    | Indicado  |
| 2024 | Hollyshorts                                                     | Melhor curta-metragem de animação           | Venceu    |
| 2024 | BAFTA                                                           | Melhor curta-metragem de animação britânico | Pendente  |
| 2024 | Oscar                                                           | Melhor curta-metragem de animação           | Pendente  |

## Elogios
O filme de animação de 14 minutos sobre as diferentes formas de luto foi selecionado em vários festivais internacionais de cinema, incluindo o Anima Brussels Festival e o Festival de Cinema de Veneza, onde estreou e ganhou o prêmio de Melhor Curta-Metragem Internacional. O filme também recebeu o prêmio de Melhor Curta-Metragem Britânico no British Independent Film Awards de 2024.